# Yasuto Honda
Yasuto Honda (n. 25 iunie 1969) este un fost fotbalist japonez.

## Statistici
| Japonia | Japonia | Japonia |
| An      | Meciuri | Goluri  |
| ------- | ------- | ------- |
| 1995    | 2       | 0       |
| 1996    | 13      | 0       |
| 1997    | 14      | 1       |
| Total   | 29      | 1       |